# Мордовская Козловка
Мордовская Козловка (мокш. Каргоньшей) — село, центр сельской администрации в Атюрьевском районе Мордовии.

## География
Расположено на речке Куликовке, в 18 километрах от районного центра и 50 километрах от железнодорожной станции Торбеево.

## История
Название-антропоним. В документах 1678 г. в Пичеполонгском стане числились д. Веркужа и Козловка, с конца 17 в. — Козловка, затем — Мордовская Козловка (вотчина А. И. Козлова). В 1763 году здесь было 35 дворов (173 чел.). Каждый двор имел пашню и бортные ухожаи. В «Списке населённых мест Пензенской губернии» (1869) Козловка — сельцо владельческое из 48 дворов (386 чел.) Краснослободского уезда. В 1894 году в Мордовской Козловке побывал учёный М. Е. Евсевьев. В 1930 году в селе насчитывалось 114 хозяйств (614 чел.); был создан колхоз «Якстерь тяште» («Красная звезда»), с 1931 г. — «Луч» (первый председатель — П. Шукшин), в начале 1960-х гг. — укрупнённый колхоз, затем совхоз «Партизанский», с 1964 г. — «Красное знамя», с 1982 г. — «Сосновский», с 1989 г. — СХПК. В современном селе — средняя школа, библиотека, Дом культуры, медпункт, отделение связи, 3 магазина; памятник воинам, погибшим в годы Великой Отечественной войны; Покровская церковь с приделом в честь святого мученика Андрея Стратилата (1888).

## Население
| 2002 | 2010 |
| ---- | ---- |
| 313  | ↘256 |

Национальный состав
Согласно результатам Всероссийской переписи населения 2002 года, в национальной структуре населения мордва — 97 %.

## Источник
- М. Е. Митрофанова. Энциклопедия Мордовия.